# Cumia schoutanica
Cumia schoutanica is een slakkensoort uit de familie van de Colubrariidae. De wetenschappelijke naam van de soort is voor het eerst geldig gepubliceerd in 1910 door May.